# Shangyou Shuiku (reservoar i Kina, Chongqing, lat 29,79, long 105,62)
Shangyou Shuiku (kinesiska: 上游水库) är en reservoar i Kina. Den ligger i storstadsområdet Chongqing, i den sydvästra delen av landet, omkring 95 kilometer väster om det centrala stadsdistriktet Yuzhong. Shangyou Shuiku ligger 414 meter över havet. Arean är 0,37 kvadratkilometer. Omgivningarna runt Shangyou Shuiku är en mosaik av jordbruksmark och naturlig växtlighet. Den sträcker sig 1,1 kilometer i nord-sydlig riktning, och 1,0 kilometer i öst-västlig riktning.
Genomsnittlig årsnederbörd är 1 416 millimeter. Den regnigaste månaden är september, med i genomsnitt 262 mm nederbörd, och den torraste är december, med 15 mm nederbörd.